# Crkva-tvrđava sv. Marije u Vrboskoj
Crkva-tvrđava Sv. Marije od Milosrđa je rimokatolička crkva u Vrboskoj, općina Jelsa, otok Hvar.

## Opis dobra
Crkva-tvrđava sv. Marije sagrađena je sredinom 16. stoljeća. Usmjerena je u pravcu istok-zapad. U tlocrtu zadržava oblik jednobrodne građevine s polukružnim tlocrtom s time što su zidovi znatno deblji i povišeni do nekadašnje visine sljemena krova. Građevina je zaključena prostranom terasom nad kojom se ističe krunište. Uz sjeverni rub glavnog pročelja podignut je speronirani bastion.

## Zaštita
Pod oznakom Z-4787 zavedena je kao nepokretno kulturno dobro - pojedinačno, pravna statusa zaštićena kulturnog dobra, klasificirano kao "sakralna graditeljska baština".

## Vanjske poveznice
|  | Zajednički poslužitelj ima još gradiva o temi Crkva-tvrđava sv. Marije u Vrboskoj |

- Vrboska, crkva-tvrđava Hrvatska tehnička enciklopedija, portal hrvatske tehničke baštine. LZMK